# Gottfried Schröckenfuchs
Gottfried Schröckenfuchs (* 8. November 1947 in Mariahof) ist ein ehemaliger Militärkommandant des österreichischen Bundeslandes Vorarlberg. Der zuletzt im Bundesheer im Offiziersrang eines Brigadiers stehende Berufssoldat war von 2001 bis 2009 mit der Führung des Vorarlberger Militärkommandos betraut. Darüber hinaus war Schröckenfuchs zwölf Jahre lang Abgeordneter des Vorarlberger Landtags für die ÖVP.
Schröckenfuchs ist verheiratet, hat eine Tochter und zwei Söhne und wohnt in Lochau am Bodensee.

## Leben und Wirken
Gottfried Schröckenfuchs wurde am 8. November 1947 in Mariahof in der Steiermark geboren und wuchs auch in diesem Bundesland auf. Seine Matura absolvierte er in Leoben und wechselte anschließend an die Theresianische Militärakademie in Wiener Neustadt, wo er seine Ausbildung zum Berufsoffizier im österreichischen Bundesheer absolvierte. Zudem besuchte er im Anschluss daran die Landesverteidigungsakademie in Wien, wo er zum Truppenkommandanten ausgebildet wurde. Schröckenfuchs absolvierte nach seiner Ausbildung mehrere Auslandseinsätze im Rahmen von UNO-Missionen, etwa auf Zypern (UNFICYP) und im Libanon bzw. Israel (UNIFIL).
In den 1980er-Jahren verlegte Gottfried Schröckenfuchs seinen Lebensmittelpunkt nach Vorarlberg, wo er zunächst ab 1985 für die ÖVP in der Gemeindevertretung seiner Wohnortgemeinde Lochau tätig war. Vier Jahre lang wirkte er auch als Vizebürgermeister in Lochau, bevor er nach der Landtagswahl in Vorarlberg 1989 erstmals in den Vorarlberger Landtag gewählt wurde. Bis zu seinem Amtsantritt als Vorarlberger Militärkommandant blieb Schröckenfuchs Abgeordneter.
Am 20. Oktober 2002 übernahm Brigadier Gottfried Schröckenfuchs das Amt des Vorarlberger Militärkommandanten von seinem Vorgänger Generalmajor Karl Redl. Im Jahr 2009 ging Schröckenfuchs in Pension und übergab das Amt vorübergehend an Oberst Johannes Grißmann, der die Funktion interimistisch fortführte bis zur Bestimmung von Brigadier Ernst Konzett zum neuen Militärkommandanten am 29. Jänner 2010. Von 2005 bis 2017 war Schröckenfuchs, der in seiner Freizeit eine Vielzahl an Sportarten betreibt, Präsident des Vorarlberger Tennisverbandes.
Im Jahr 2020 gab Gottfried Schröckenfuchs an, im Ruhestand zwei Märchenbücher für Kinder geschrieben zu haben und sich ehrenamtlich in der Seniorenbörse Bregenz zu betätigen.

## Auszeichnungen
- 1999: Silbernes Ehrenzeichen für Verdienste um die Republik Österreich
- 2004: Goldenes Ehrenzeichen für Verdienste um die Republik Österreich[3]
- 2009: Silbernes Ehrenzeichen des Landes Vorarlberg[4]